# A Força em Alerta 2
A Força em Alerta 2  (em inglês:  Under Siege 2: Dark Territory) é um filme americano de 1995 dos gêneros ação, suspense e drama, sequência do filme Under Siege, de 1992.
O filme foi produzido e distribuído pela Warner Bros., dirigido por Geoff Murfhy e estrelado por Steven Seagal, tendo suas cenas filmadas entre 14 de setembro de 1994 e 18 de janeiro de 1995 nas cidades estadunidenses de Glenwood Springs, Leadville, Missoula, Pinecliffe e Los Angeles.
Estreou nos Estados Unidos em 14 de julho de 1995 e em Portugal em 3 de novembro do mesmo ano, conseguindo arrecadar 104.324.083 dólares nas bilheterias do mundo todo.

## Enredo
Casey Ryback (Steven Seagal) é um ex-militar da Marinha dos E.U.A e é o chefe do restaurante Mile High Café, em Denver, Colorado. Ryback leva sua sobrinha Sarah Ryback (Katherine Heigl) á Los Angeles para verem o túmulo do irmão falecido de Ryback (pai de Sarah). Eles vão no Grand Continental, um trem que passa pelas Montanhas Rochosas para ir de Denver a Los Angeles.
Durante o caminho do trem pelas montanhas, ele é parado por dois homens, que matam os condutores. Um grupo de terroristas liderados pelo gênio dos computadores Travis Dane (Eric Bogosian) e o mercenário Marcus Penn (Everett McGill) invadem o trem, cortam as linhas telefónicas, a energia, e sequestra todos os passageiros enviando-os para os dois últimos vagões. Ryback e os cozinheiros do trem são surpreendidos por tiros, mais Ryback se salva no frigorífico da cozinha. Dane é um mal cientista, um gênio mal da física que trabalhou na criação de um satélite chamado Grazer-One. Os militares atacaram Dane e simularam sua morte. Dois dos antigos amigos de Dane também estão no trem, enquanto estão tendo relações amorosas são flagrados por Dane, e ele os avisa que isso era contra as regras do Departamento de Defesa. Dane ordena seus mercenários a inserir uma agulha intensamente quente no olho deles, explodindo seus globos oculares, caso eles não dessem mo código de acesso para que ele conseguisse tomar o Grazer-One para seu poder. Eles dão os códigos e depois são jogados para fora do trem e mortos.
Terroristas do Oriente Médio ofereceram um bilhão de dolares a Dane para que ele destrua a Costa Leste dos EUA, usando o Grazer-One, então, ele decide atacar o reator nuclear abaixo do Pentágono. Dane destrói uma fábrica de armas químicas na china para mostrar aos seus investidores a capacidade do Grazer-One e, por 100 milhões de dolares, também atende a um pedido pessoal de um investidor, que pedia para matar sua ex-exposa, que estava viajando num jatinho.
O Governo dos EUA não consegue chegar a localização de Travis Dane e muito menos parar o Grazer-One, por que Dane dificultou ainda mais o trabalho do governo, criando cinquenta satélites fantasmas, para esconder o Grazer-One, eles tentam mais acabam por destruir o melhor satélite de inteligência da NSA. Enquanto o trem está se movendo, não era possível confirmar a localização dele. Ryback, que descobriu o plano, assume a responsabilidade em suas próprias mãos. Ryback pede para um carregador ansioso chamado Bobby Zachs (Morris Chestnut) para ajudá-lo. Ele também envia uma mensagem para o proprietário do Mile High Café, com quem ele é amigo. Ryback, com sucesso consegue matar os mercenários um por um. Bobby descobre que eles estão nos trilhos errados e estão em rota de colisão com um trem de carga carregado de gasolina da empresa Pacific Southern.
Depois de Penn levar Sarah como isca para Ryback, Ryback confronta Penn, que está ciente do passado militar de Ryback. Ryback, em última análise desarma e mata Penn, quebrando seu pescoço. Ele então descobre que Dane está prestes a partir em um helicóptero pairando sobre o trem. Quando Dane informa Ryback que não há maneira de parar o satélite de destruir Washington, Ryback atira, a bala destroe seu computador e fere Dane, que cai para fora de uma janela do trem. O controle do satélite é restaurado no Pentágono e é destruído por controle remoto um segundo antes dele disparar contra o Pentágono, pouco antes disso os dois trens se chocam de frente.
O acidente acontece em um cavalete que resulta em uma enorme explosão que destrói a ponte. Ryback escapa do trem, agarrando uma escada de corda pendurada a partir do helicóptero acima. O dinamarquês ensanguentado, que é revelado para ter sobrevivido ao tiro e queda, também chamou a escada e tenta subir no helicóptero, enquanto gritava para sua vida. Ryback fecha a porta do helicóptero, cortando os dedos Dane e fazendo-o cair para a morte na explosão que estava abaixo. Ryback informa o Pentágono que os passageiros estão a salvo, como ele previamente tinha separado os 2 últimos vagões do resto do trem. Ryback e Sarah pagam seus respeitos finais ao túmulo de seu pai.

## Elenco
- Steven Seagal como Casey Ryback
- Eric Bogosian como Travis Dane
- Nick Mancuso como Tom Breaker
- Everett McGill como Marcus Penn
- Katherine Heigl como Sarah Ryback
- Morris Chestnut como Bobby Zachs
- Brenda Bakke como Capitã Linda Gilder
- Dale Payne como o condutor do trem
- Peter Greene como o Mercenário #1
- Patrick Kilpatrick como o Mercenário #2
- Scott Sowers como o Mercenário #3
- Afifi Alaouie como a Mercenária.
- Andy Romano como Almirante Bates
- Dale Dye como Capitão Gazar
- Kurtwood Smith como General Stanley Cooper
- David Gianopoulos como Capitão David Trilling
- Sandra Taylor como Kelly (mulher do bar)
- Jonathan Banks como Scotty (Mercenário condutor do trem)
- Royce D. Applegate como Cozinheiro amigo de Ryback.